# Alimotu Pelewura
Alimotu Pelewura, née en 1865, morte en 1951, était une commerçante nigériane qui était à la tête de la Lagos Market Women's Association, un mouvement des femmes des marchés de Lagos pendant la période coloniale, et a lutté contre des taxes et des décisions de l’administration coloniale britannique. Elle était également une alliée politique importante d'Herbert Macaulay, militant indépendantiste nigérian, opposé à la colonisation britannique, considéré par de nombreux Nigérians comme un des fondateurs du nationalisme nigérian.
La Lagos Market Women's Association était l'une des plus importantes organisations de femmes à Lagos pendant la période coloniale.

## Biographie
Alimotu Pelewura est née en 1865 à Lagos dans une famille musulmane polygyne, d’origine yoruba. Elle était l'aînée des deux enfants nés de sa mère biologique. Sa mère était  marchande de poisson et Alimotu Pelewura a également choisi le commerce du poisson comme profession. En 1900, elle était devenue une importante dirigeante et commerçante de marché. En 1910, elle reçoit un titre de chefferie, concédé par l'Oba (ou chef africain) de Lagos, Eshugbayi Eleko. Dans les années 1920, elle est à la tête du marché de la viande d'Ereko et, avec le soutien d'Herbert Macaulay, elle devient la dirigeante d’une nouvelle association des femmes de marché de Lagos, la Lagos Market Women's Association (LMWA) qu’elle avait contribué à fonder,. Son action va s’inscrire dans une longue histoire d'actions collectives menées par les femmes au Nigeria.
Elle est devenue la première présidente de l'association LMWA. Elle a animé, dans les années 1930 et 1940, un mouvement de protestation des commerçantes de Lagos  contre les taxes imposées et le contrôle des prix des produits. Ce mouvement est parvenu à faire abroger des dispositifs fiscaux à l’origine de la révolte. Bien que ce mouvement n’ai pas d'écho à une échelle nationale, il a constitué une avancée et a inspiré également l’action de Funmilayo Ransome-Kuti et de l’Union des femmes d'Abeokuta après la Seconde Guerre mondiale,.
Elle a milité également dans le domaine politique. En 1939, Alimotu Pelewura devient membre exécutif de la Nigerian Union of Young Democrats, un parti de jeunes étroitement aligné sur le NNDP. Elle a parfois fait office d'oratrice dans les rassemblements du NNDP et a parlé publiquement en faveur des candidats du NNDP, même si les femmes n'avaient pas le droit de vote. Elle a également été brièvement membre du Nigerian Women's Party, dirigé par Oyinkan Abayomi.
Alimotu Pelewura meurt en 1951.

## Postérité
Son nom est resté celui d’un marché de Lagos. L'une de ses disciples, Abibatu Mogaji, lui a succèdé.
Alimotu Pelewura a été représentée également dans un film nigérian de 2019, The Herbert Macaulay Affair.